# Franz Bühler (Komponist)

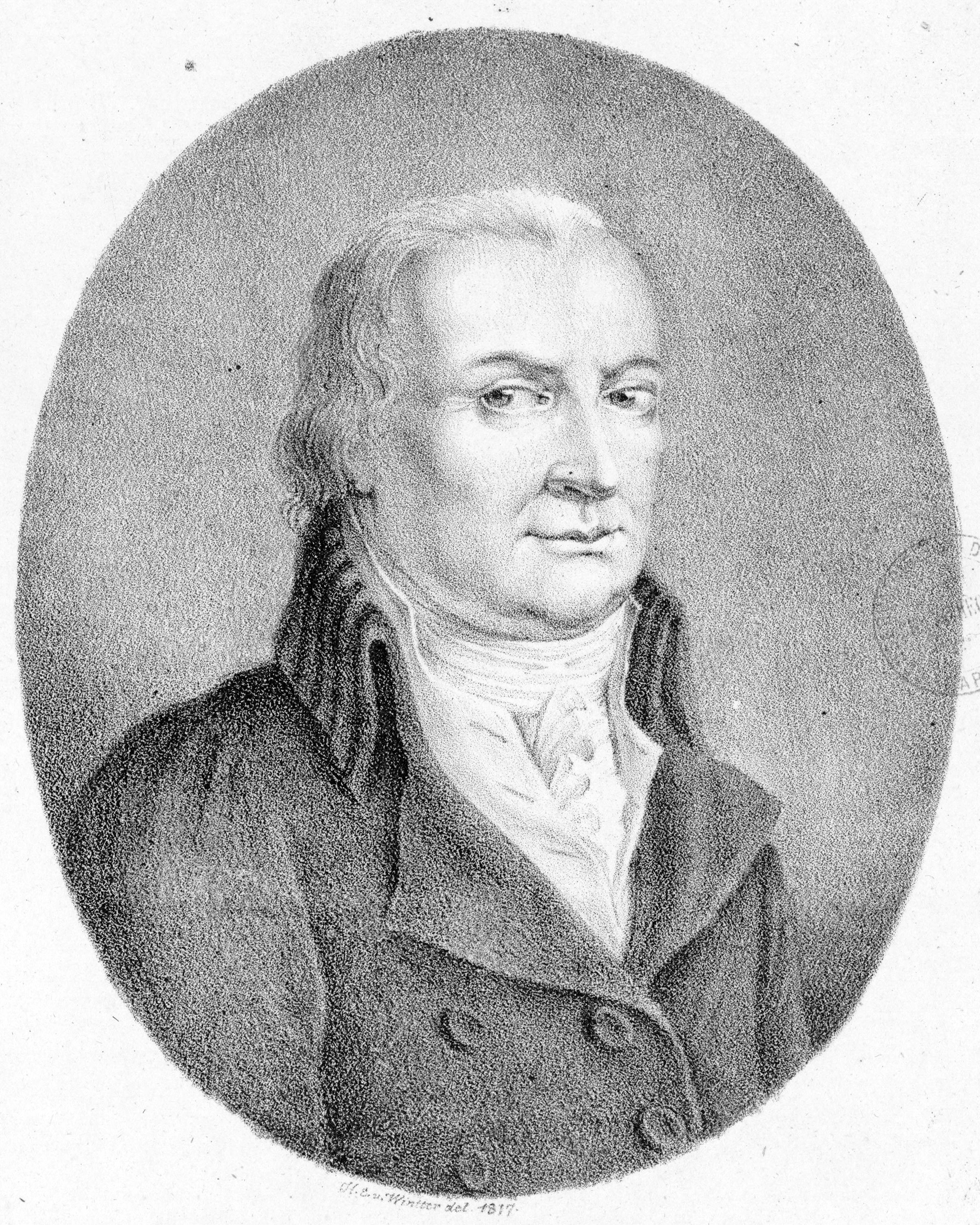
Franz Bühler

Franz Bühler OSB, gelegentlich auch Bihler geschrieben (* 12. April 1760 im schwäbischen Unterschneidheim; † 4. Februar 1823 in Augsburg), Ordensname Gregorius, war ein deutscher Benediktinermönch, Musiker und Komponist.

## Leben und Wirken
Der Lehrerssohn Franz Bühler kam im Alter von zehn Jahren als Chorknabe in die Benediktinerabtei Neresheim an das dortige Gymnasium, wo er das Klavierspiel und den Generalbass erlernte. Ab 1775 studierte er in Augsburg Theologie, Philosophie und Musik. 1778 trat er in das Donauwörther Benediktinerkloster Heilig Kreuz ein, wo unter Abt Coelestin II. die Pflege der Musik im Kloster eine besondere Förderung erfuhr. 1784 wurde er zum Priester geweiht. Hier erhielt er von dem Komponisten Antonio Rosetti Unterricht, der im nahegelegenen Oettingen-Wallerstein in der dortigen fürstlichen Hofkapelle spielte. 1794 verließ Bühler das Kloster, um in Bozen die Stelle des Stiftsorganisten zu übernehmen. 1801 wurde er zum Augsburger Domkapellmeister berufen. Bühler hinterließ ein umfangreiches Werk an Kompositionen vor allem von geistlicher Musik.
2008 wurde die Errichtung der Kulturstiftung Franz Bühler, Unterschneidheim, durch den Unterschneidheimer Gemeinderat beschlossen. Die Stiftung soll den musikalischen Nachlass Bühlers erfassen und der Öffentlichkeit zugänglich machen.
Seine Melodie zu Jesus, dir leb ich steht im Gotteslob (Nr. 367).

## Schüler
- Donat Müller (1804–1879), deutscher Komponist

## Werke
- Neuer Meßgesang, in Musik gesetzt von Titel. Herrn Kapellmeister Bihler; Mit 2 Singstimmen und der Orgel, woraus leicht auch der Singbaß gesungen werden kann. Herausgegeben von Peter Forer Socher, Kooperator in Walleshausen. Augsburg, bey Johann Jakob Lotter und Sohn. 1808, 12 S.